# Chrysometa boquete
Chrysometa boquete är en spindelart som beskrevs av Claude Lévi 1986. Chrysometa boquete ingår i släktet Chrysometa och familjen käkspindlar. Inga underarter finns listade i Catalogue of Life.